# Грибовцы (Закарпатская область)
Грибовцы (укр. Грибівці) — село в Ивановецкой сельской общине Мукачевского района Закарпатской области Украины.
Население по переписи 2001 года составляло 548 человек. Почтовый индекс — 89632. Телефонный код — 3131. Занимает площадь 0,659 км². Код КОАТУУ — 2122780403.